# Les Breuleux
Les Breuleux je obec ve švýcarském kantonu Jura. Žije zde přibližně 1 500 obyvatel.

## Geografie

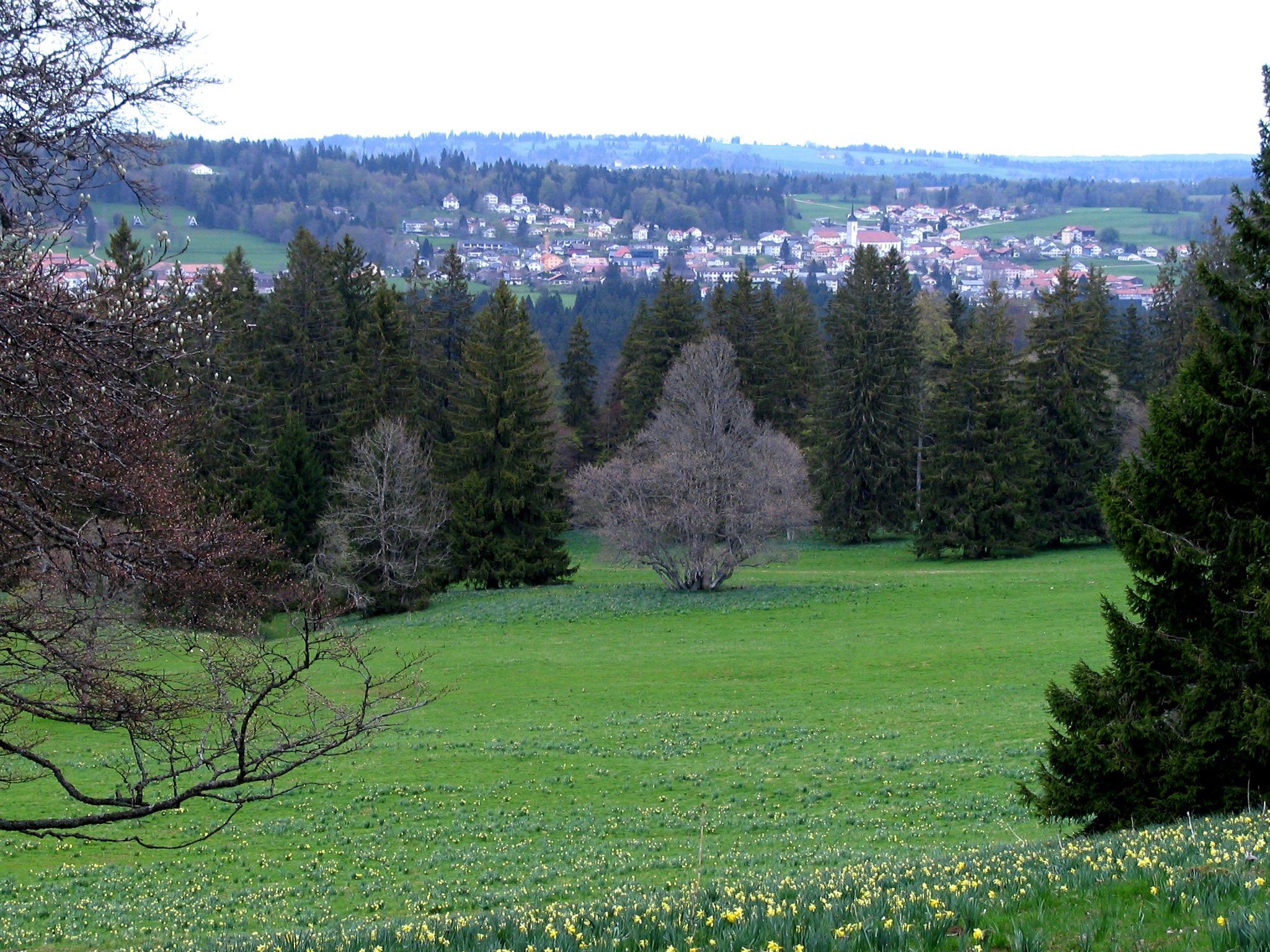
Pohled na obec od jihu

Les Breuleux leží v nadmořské výšce 1038 m, vzdušnou čarou 5 km jižně od okresního městečka Saignelégier. Obec se nachází na jižním svahu na náhorní plošině Jury v oblasti Franches-Montagnes.
Území obce o rozloze 10,8 km² pokrývá část mírně zvlněné náhorní plošiny pohoří Jura, kde se střídají vřesovištní sníženiny, většinou bez povrchového odvodnění, s vápencovými vrcholky kopců. Centrální část území tvoří kotlina Les Breuleux, která se nachází mezi dvěma jurskými pohořími, s rozsáhlými pastvinami mimo obec, rozdělenými velkými smrky stojícími samostatně nebo ve skupinách. Na jihu se nachází lesní oblast Pâturage Communal. Na úplném jihu zasahuje území obce do severního svahu jurský masiv Montagne du Droit (až 1113 m n. m.). Na západě se Les Breuleux rozprostírá až k Point de Vue, kde se nachází nejvyšší bod obce (1185 m n. m.). V roce 1997 tvořila 7 % rozlohy obce zastavěná plocha, 31 % lesy a lesní porosty a 62 % zemědělské plochy.
K obci Les Breuleux patří osada Les Vacheries (1035 m n. m.) západně od obce a četné jednotlivé farmy. Sousedními obcemi Les Breuleux jsou Muriaux a Le Noirmont v kantonu Jura a Courtelary, Cormoret a Villeret v kantonu Bern.

## Historie

Letecký pohled (1931)

Obec Les Breuleux je poprvé zmiňována v roce 1429 jako Les Bruilluit. Následovala řada dalších zápisů: Brulluy (1440), Breluy (1472), Brüly (1494), Breulut (1495), Bruluz (1503), Les Bruleux (1526), Les Brülluers (1527), Les Bresleux (1528), než se v roce 1534 objevil současný název.
Do roku 1629 bylo Les Breuleux církevně závislé na farnosti Montfaucon, do roku 1661 na farnosti Saignelégier. Ve své žádosti o povýšení obce na farnost zdůrazňovala farní rada nebezpečí, které představovala nedaleká hranice s reformovanou oblastí. K nově založené farnosti patřily také La Chaux-des-Breuleux a vesnice Le Roselet (obec Muriaux). Kostel Saint-Joseph byl postaven v roce 1662 (přestavěn v roce 1852, rozšířen v roce 1966). V roce 1795 vedl farář Pierre-Joseph Bron kněžstvo Franches-Montagnes, které během francouzské nadvlády tajně vykonávalo kněžskou praxi.
Obec byla původně součástí La Chaux-des-Breuleux, ale v roce 1472 se osamostatnila. Les Breuleux patřilo k panství Franches-Montagnes, které podléhalo basilejskému knížecímu biskupství. V letech 1793–1815 patřilo Les Breuleux k Francii a zpočátku bylo součástí départementu du Mont-Terrible, od roku 1800 bylo připojeno k départementu Haut-Rhin. Na základě rozhodnutí Vídeňského kongresu se obec v roce 1815 stala součástí kantonu Bern a 1. ledna 1979 byla začleněna do nově založeného kantonu Jura. Dne 12. června 1926 bylo několik domů zničeno tornádem.

## Obyvatelstvo
| Rok            | 1850 | 1900 | 1910 | 1930 | 1950 | 1960 | 1970 | 1980 | 1990 | 2000 | 2022 |
| Počet obyvatel | 736  | 1442 | 1437 | 1196 | 1240 | 1456 | 1393 | 1265 | 1268 | 1347 | 1611 |

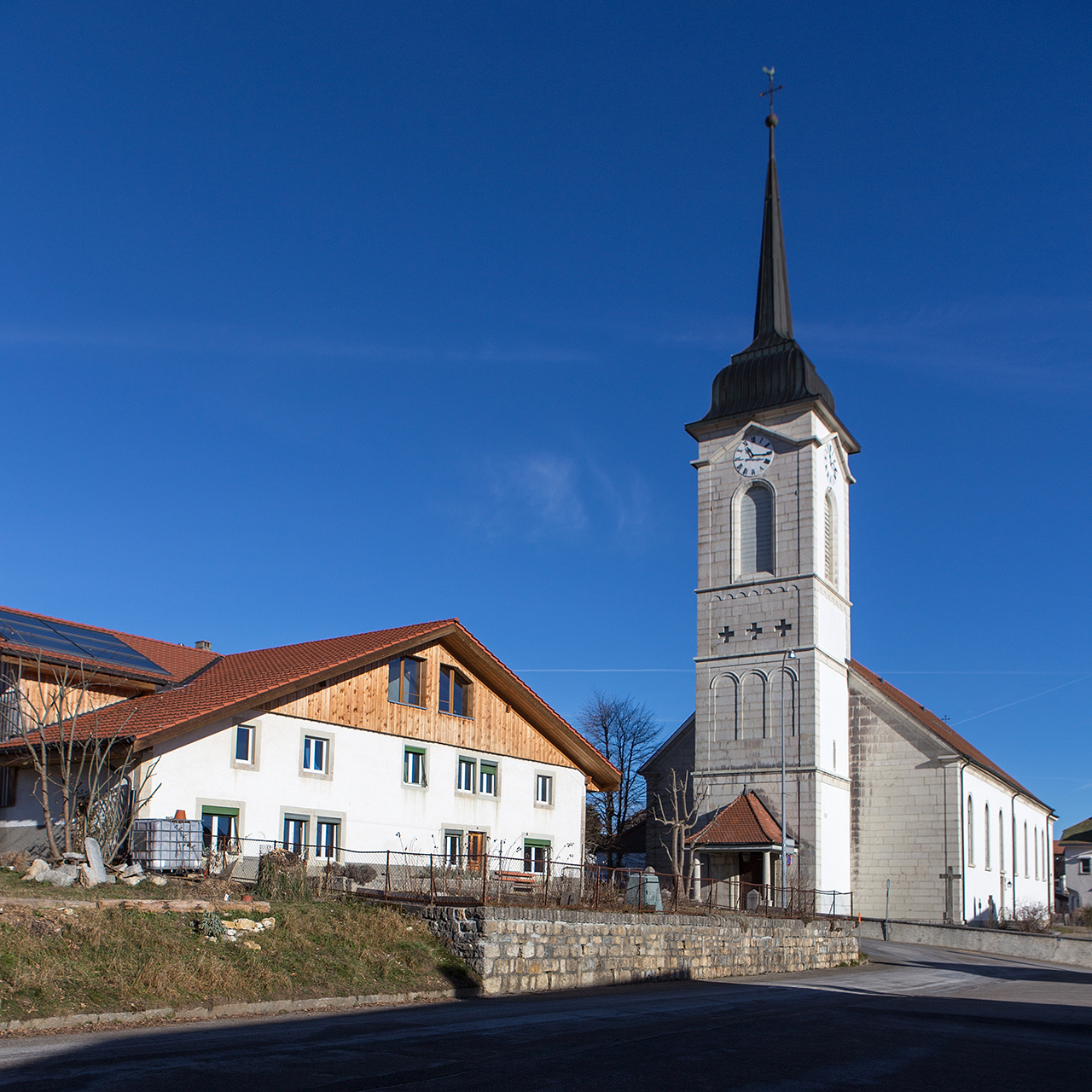
Kostel

Z celkového počtu obyvatel je 92,6 % francouzsky mluvících, 3,1 % portugalsky mluvících a 2,2 % německy mluvících (údaj z roku 2000). Počet obyvatel Les Breuleux prudce vzrostl ve druhé polovině 19. století. Nejvyššího počtu přibližně 1460 obyvatel dosáhlo kolem roku 1900 a 1960. V důsledku hospodářské krize v 70. letech 20. století byl zaznamenán výrazný pokles, po němž následoval zhruba od roku 1990 znovu výrazný nárůst.

## Hospodářství
Na počátku 19. století se Les Breuleux vyvinulo ze zemědělské vesnice v průmyslovou obec. V zemědělství, které zahrnuje především chov dobytka a produkci mléka, dnes stále pracuje přibližně 8 % obyvatel. V 19. století měl velký význam textilní a později hodinářský průmysl. Menší podniky stále poskytují pracovní místa v hodinářství a jsou zde také podniky na zpracování kovů a dřeva.

## Doprava
Obec leží na křižovatce kantonálních silnic ze Saignelégier do Saint-Imier a z Tramelanu do La Chaux-de-Fonds. Dne 16. prosince 1913 byla otevřena železnice Tramelan – Breuleux – Noirmont s metrovým rozchodem, předchůdkyně železnice Chemins de fer du Jura (CJ), se stanicí v Les Breuleux. Spojení se Saint-Imier zajišťují autobusové linky.